# Doliops frosti
Doliops frosti är en skalbaggsart som beskrevs av Schultze 1923. Doliops frosti ingår i släktet Doliops och familjen långhorningar.
Artens utbredningsområde är Filippinerna. Inga underarter finns listade i Catalogue of Life.